# بکی وایلد
بکی وایلد (انگلیسی: Becky Wilde؛ زادهٔ ۳۱ دسامبر ۱۹۹۷) قایقران روئینگ زن اهل بریتانیا است.
وی در مسابقات کشوری و بین‌المللی در مجموع برندهٔ ۱ مدال برنز شده است.